# Río Athabasca

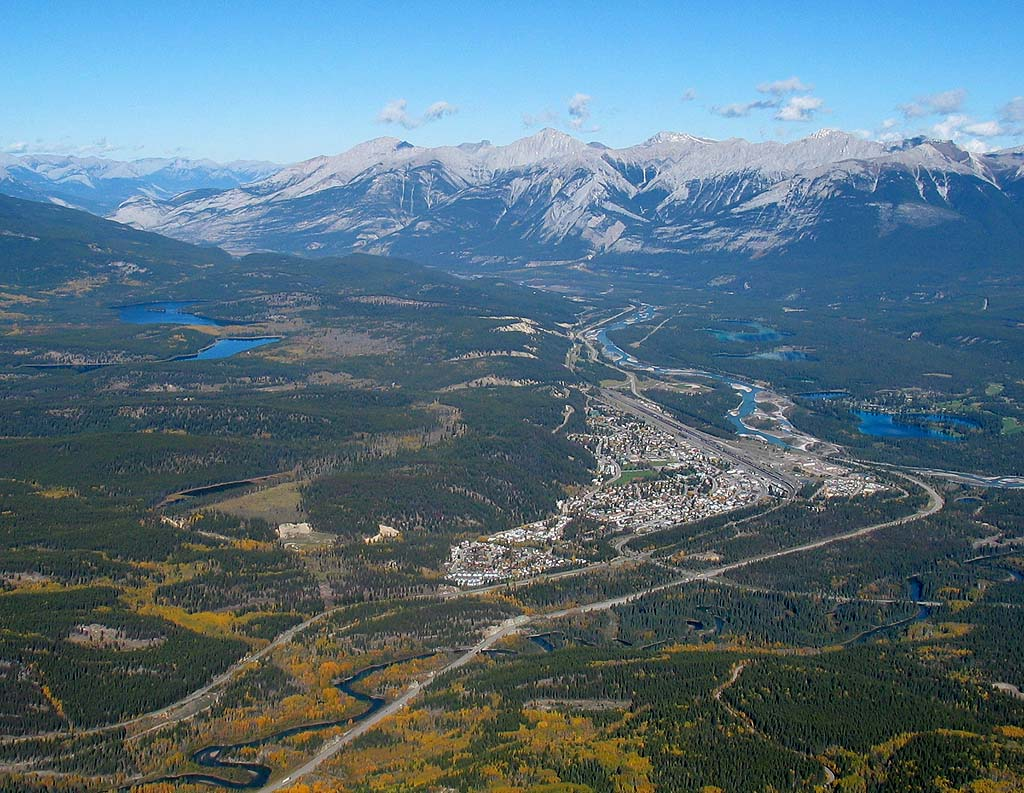
Vista del río a su paso por la localidad de Jasper

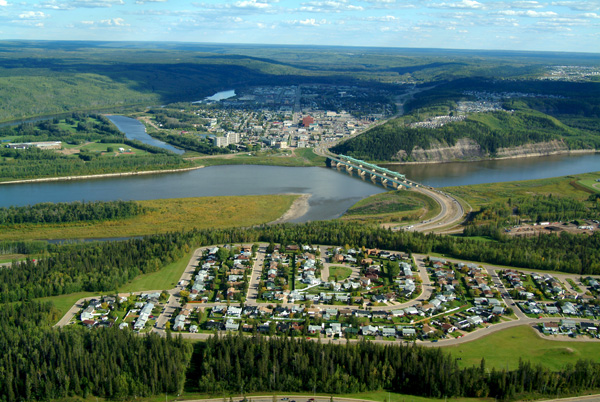
Vista del río a su paso por la localidad de Fort McMurray

El río Athabasca es un largo río de Canadá que nace en el campo de hielo Columbia en el parque nacional Jasper y desemboca en el lago Athabasca en el parque nacional del Búfalo de los Bosques. El río pertenece a la cuenca del río Mackenzie, cuyas aguas acabaran desembocando en el océano Ártico.
Tiene una longitud de 1231 km y drena una cuenca de 95 300 km², mayor que países como Corea del Sur, Portugal o Hungría.
Las principales localidades en el río son Jasper (4256 hab. en 2006), Hinton (9738 hab. en 2006), Whitecourt (8971 hab. en 2006), Fort McMurray (60 983 hab. en 2005) y Athabasca (2525 hab. en 2006).
Los principales afluentes son los ríos Clearwater (295 km), Lesser Slave (61 km), McLeod (270 km) y Pembina (547 km).
El tramo del río que discurre por el parque nacional Jasper, de aproximadamente 168 km, fue declarado en enero de 1989 integrante del Sistema de ríos del patrimonio canadiense.
El nombre Athabasca es un término en la lengua de la tribu nativa americana cree y significa «[donde] hay plantas una tras otra».